# 無價珍珠
《無價珍珠》（英文：Pearl of Great Price）是摩門教先知小斯密約瑟留下的作品的選錄，是耶穌基督後期聖徒教會（俗稱摩門教）的標準經文四部經典中的其中之一，也是一些後期聖徒運動分支宗派的教會經典。
耶穌基督後期聖徒教會的《無價珍珠》的第一段這麼說：『《無價珍珠》是一些從深觸許多信仰的重要觀點和耶穌基督後期聖徒教會的教義的材料中精選出來的。這些項目是先知斯密約瑟留下的，並在當時出版於教會期刊。』

## 命名
取自聖經典故：
|                    | ……買賣人尋找好珠子，遇見一顆重價的珠子，就去變賣他一切所有的，買了這顆珠子。 |
| ——馬太福音13:45-46 |                                                                              |

## 內容
《無價珍珠》分成五篇：
- 〈摩西書〉
- 〈亞伯拉罕書〉
- 〈聖經譯文摘錄〉
- 〈先知斯密約瑟歷史的摘錄〉
- 〈耶穌基督後期聖徒教會之信條〉

〈摩西書〉和〈聖經譯文摘錄〉分別是斯密約瑟譯本的《聖經》中創世紀和馬太福音的部份段落。〈先知斯密約瑟歷史的摘錄〉是以第一人稱寫法呈現小約瑟斯密在教會成立以前的歷史。〈耶穌基督後期聖徒教會之信條〉是由13條簡短的句子組成，是斯密約瑟在1842年寫給美國芝加哥民主黨人報編輯 John Wentworth 關於解釋摩門主義的基本信仰。
〈亞伯拉罕書〉是約瑟斯密宣稱翻譯自買來的埃及紙葦紙上的作品，講述亞伯拉罕到埃及的旅程。此文包含了許多摩門信仰中獨特的教義，例如高陞的教義。對於約瑟斯密是否真是由這埃及紙草紙翻譯出亞伯拉罕書有許多的爭議，因為包括摩門教護教者在內的埃及學專家們都同意這紙草紙翻譯出的內容和亞伯拉罕完全無關。
〈摩西書〉內的內容已經與亞當和夏娃的故事以及其他猶太偽經比較過，有些部份相當雷同，包括關於亞當和夏娃受誘惑和離開伊甸園的生活。
原來出版的《無價珍珠》的內容和現今版本有些不同。早期版本中一些材料是從《教義和聖約》中而來另外還有一首標題為"Oh Say What is Truth?"的詩（現在可以在後期聖徒的聖詩中找到）。在1878年加入了一些摩西書的內容。《無價珍珠》在1888年被正典化為耶穌基督後期聖徒教會正典之一. 在1902年從《教義和聖約》來的內容被刪除。耶穌基督後期聖徒教會現行版本的《教義和聖約》的第137章和第138章在1976年曾經被加入在《無價珍珠》中，後來於1979年被移到《教義和聖約》。